# Oldmeldrum
Oldmeldrum (communément connu sous le nom de Meldrum) est un village et une paroisse civile de la région de Formartine dans l'Aberdeenshire, non loin d'Inverurie au nord-est de l'Écosse. 
Avec une population d'environ 2 000 habitants, Oldmeldrum fait partie des 300 principaux centres de population de l'Écosse. Oldmeldrum abrite l'une des plus anciennes distilleries de whisky d'Ecosse, Glen Garioch, construite en 1797. Les industries locales sont l'agriculture et les services d'ingénierie liés à l'industrie pétrolière à Aberdeen.